# Ronde van de Haarlemmermeer
De Ronde van de Haarlemmermeer, ook wel Schipholloop genoemd, was een ultraloop over een afstand van 61 km die tussen 1978 en 1997 door AV Haarlemmermeer werd georganiseerd. 

## Parcours
Het parcours bestond uit één grote ronde, rond de Haarlemmermeer.

## Parcourserecord
- Mannen: 3:41.30 - Henk van Hoek  Nederland (1983)
- Vrouwen: 4:36.27 - Desiree Heijnen  Nederland (1992)

## Uitslagen
| Jaar             | Snelste man                | Land      | Tijd    | Snelste vrouw       | Land      | Tijd    |
| ---------------- | -------------------------- | --------- | ------- | ------------------- | --------- | ------- |
| 9 november 1997  | Aleksandr Osipov           | Oekraïne  | 3:59.16 | Larisa Krokhmal     | Oekraïne  | 4:48.18 |
| 10 november 1996 | Wim van Dijke              | Nederland | 4:06.25 | Brigit Landewe      | Nederland | 6:04.08 |
| 12 november 1995 | Marc VanderLinden          | België    | 3:42.53 | Anny VanButsele     | België    | 4:57.07 |
| 13 november 1994 | Sergey Tepovskoy           | Rusland   | 4:03.09 |                     |           |         |
| 14 november 1993 | Gerrit van Rotterdam       | Nederland | 3:58.17 | Desiree Heijnen     | Nederland | 4:47.01 |
| 8 november 1992  | Michel van de Luijtgaarden | Nederland | 3:48.50 | Desiree Heijnen     | Nederland | 4:36.27 |
| 10 november 1991 | Wim van Dijke              | Nederland | 3:47.05 | Desiree Heijnen     | Nederland | 4:42.53 |
| 11 november 1990 | Wim van Dijke              | Nederland | 3:53.44 | Netty Saive         | Nederland | 5:06.50 |
| 12 november 1989 | Wim Westerholt             | Nederland | 3:44.55 | Angela Mertens      | België    | 4:51.20 |
| 13 november 1988 | Jan van Ooijen             | Nederland | 3:48.20 | Corrie Bouwmeester  | Nederland | 5:13.33 |
| 8 november 1987  | Henk van Hoek              | Nederland | 3:46.57 | Netty Saive         | Nederland | 4:45.00 |
| 2 november 1986  | Jan van Ooijen             | Nederland | 3:50.35 | Netty Saive         | Nederland | 5:06.12 |
| 3 november 1985  | Henk van Hoek              | Nederland | 3:42.36 | Mareike Bestenbreur | Nederland | 4:45.20 |
| 4 november 1984  | Henk Bronswijk             | Nederland | 3:46.40 | Tine Bronswijk      | Nederland | 5:06.35 |
| 6 november 1983  | Henk van Hoek              | Nederland | 3:41.30 | Fia Groen-Witte     | Nederland | 4:47.27 |
| 7 november 1982  | Frans VanCamp              | België    | 3:49.50 | Siti White          | Nederland | 4:50.01 |
| 1 november 1981  | Aad van der Boom           | Nederland | 3:58.39 | Tine Bronswijk      | Nederland | 4:45.01 |
| 2 november 1980  | Kees Verhoef               | Nederland | 3:52.39 | Tine Bronswijk      | Nederland | 5:19.51 |
| 4 november 1979  | Aad van der Boom           | Nederland | 4:00.36 |                     |           |         |
| 3 december 1978  | Ko van der Weijden         | Nederland | 3:43.11 | Plonie Scheringa    | Nederland | 4:39.54 |